# Islandia en los Juegos Olímpicos de Londres 1948
Islandia estuvo representada en los Juegos Olímpicos de Londres 1948 por un total de 20 deportistas que compitieron en 3 deportes.  
El portador de la bandera en la ceremonia de apertura fue el atleta Finnbjörn Þorvaldsson. El equipo olímpico islandés no obtuvo ninguna medalla en estos Juegos.